# VakıfBank
Die VakıfBank ist ein türkisches Kreditinstitut mit Firmensitz in Ankara.
VakifBank wurde 1954 gegründet. Das Unternehmen ist im Bankwesen in der Türkei tätig. Im Unternehmen sind rund 11.000 Mitarbeiter beschäftigt (Stand: Oktober 2010).
Die Bank ist auch außerhalb der Türkei tätig und unterhält Bankfilialen u. a. in Österreich und Deutschland.
Heute wird das Unternehmen von Süleyman Kalkan und Hasan Sezer geleitet.